# 南内越村
南内越村（みなみうてつむら）は秋田県由利郡にあった村。現在の由利本荘市中心部に北接する、国道105号沿線にあたる。

## 地理
- 河川：子吉川、芋川

## 歴史

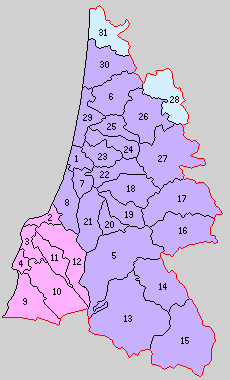
23.南内越村 （紫：現・由利本荘市）

- 1889年（明治22年）4月1日 - 町村制の施行により、川口村、福山村、土谷村、畑谷村、山田村、大浦村の区域をもって発足。
- 1954年（昭和29年）3月31日 - 本荘町に編入。同日南内越村廃止。本荘町は即日市制施行して本荘市となる。

## 交通

### 鉄道路線
村域を羽越本線が通過するが、駅は所在しなかった。

### 道路
現在は旧村域を日本海東北自動車道が通過するが、当時は未開通。